# 沃罗诺沃区 (莫斯科)
沃罗诺沃区（俄語：район Вороново）是莫斯科特罗伊茨克行政区的一区，2024年5月8日由原7个行政村的全部或部分领土新组建。